# 共源极

基本N沟道结型场效应管的共源极电路

具有压降的基本N沟道结型场效应管的共源极电路

在电子学中，共源极（英語：common-source）放大器是场效应管（field-effect transistor (FET)）放大器电路的三种基本组成方式之一（另外两种为共栅极和共漏极），通常被用在电压或跨导放大器中。辨识一个场效应管放大器电路是共源极、共栅极还是共漏极的简易方法为，检查信号输入和输出的通路，剩余的那一端即为“公共端”。在右图的例子中，信号从栅极进入，从漏极离开。唯一剩余的一端为源极，因此它是共源极。在双极性晶体管中，类似的概念称作共射极。